# Хоуд, Лью
Льюис Аллан «Лью» Хоуд (англ. Lewis Alan Hoad ; род. 23 ноября 1934, Глиб, Новый Южный Уэльс, Австралия — 3 июля 1994, Фуэнхирола, Испания) — австралийский теннисист, двенадцатикратный победитель турниров Большого шлема в мужском одиночном, парном и в смешанном разрядах; трехкратный обладатель Кубка Дэвиса в составе сборной Австралии (с 1953 по 1956 годы).

## Общая информация
В автобиографии, написанной в 1979 году, известный теннисный промоутер Джек Креймер упомянул Хоуда в числе сильнейших игроков за всю историю, наряду с такими великими теннисистами как Дон Бадж, Билл Тилден и Панчо Гонсалес.
В течение пяти лет, начиная с 1952, австралиец стабильно входил в десятку лучших среди теннисистов-любителей, достигнув первой строчки рейтинга в 1956. В 1957 году он перешел в профессионалы.
В 1980 году имя Лью Хоуда было включено в списки Международного зала теннисной славы в Нью Порте.
Закончив спортивную карьеру, Хоуд перебрался в Испанию и вместе со своей супругой Дженни Стейли-Хоуд держал отель с теннисными кортами в Фуэнхироле близ Малаги. У него в гостях бывали Шон Коннери, Кирк Дуглас и Чарлтон Хестон.
Лью Хоуд боролся с лейкемией и ожидал операции по пересадке костного мозга, когда в ослабленном состоянии внезапно умер от сердечного приступа.

## Выступления на турнирах Большого шлема

### Финалы турниров Большого шлема в одиночном разряде: 6 (4-2)

#### Победы (4)
| Год  | Турнир              | Покрытие | Соперник в Финале | Счёт в финале      |
| 1956 | Чемпионат Австралии | трава    | Кен Розуолл       | 6-4, 3-6, 6-4, 7-5 |
| 1956 | Чемпионат Франции   | грунт    | Свен Давидсон     | 6-4, 8-6, 6-3      |
| 1956 | Уимблдонский турнир | трава    | Кен Розуолл       | 6-2, 4-6, 7-5, 6-4 |
| 1957 | Уимблдонский турнир | трава    | Эшли Купер        | 6-2, 6-1, 6-2      |

#### Поражения (2)
| Год  | Турнир              | Покрытие | Соперник в финале | Счёт в финале      |
| 1955 | Чемпионат Австралии | трава    | Кен Розуолл       | 9-7, 6-4, 6-4      |
| 1956 | Чемпионат США       | трава    | Кен Розуолл       | 4-6, 6-2, 6-3, 6-3 |

### Финалы турниров в парном разряде: 13 (8-5)

#### Победы (8)
| Год  | Турнир              | Покрытие | Партнёр      | Соперники в Финале                 | Счёт в финале        |
| 1953 | Чемпионат Австралии | трава    | Кен Розуолл  | Мервин Роуз Дон Кэнди              | 9-11, 6-4, 10-8, 6-4 |
| 1953 | Чемпионат Франции   | грунт    | Кен Розуолл  | Мервин Роуз Клайв Уайлдерспин      | 6-2, 6-1, 6-1        |
| 1953 | Уимблдонский турнир | трава    | Кен Розуолл  | Рекс Хартвиг Мервин Роуз           | 6-4, 7-5, 4-6, 7-5   |
| 1955 | Уимблдонский турнир | трава    | Рекс Хартвиг | Кен Розуолл Нил Фрейзер            | 7-5, 6-4, 6-3        |
| 1956 | Уимблдонский турнир | трава    | Кен Розуолл  | Орландо Сирола Никола Пьетранджели | 7-5, 6-2, 6-1        |
| 1956 | Чемпионат Австралии | трава    | Кен Розуолл  | Дон Кэнди Мервин Роуз              | 10-8, 13-11, 6-4     |
| 1956 | Чемпионат США       | трава    | Кен Розуолл  | Хамилтон Ричардсон Вик Сейксас     | 6-2, 6-2, 3-6, 6-4   |
| 1957 | Чемпионат Австралии | трава    | Нил Фрейзер  | Мел Андерсон Эшли Купер            | 6-3, 8-6, 6-4        |

#### Поражения (5)
| Год  | Турнир              | Покрытие | Партнёр     | Соперники в Финале        | Счёт в финале           |
| 1954 | Чемпионат Франции   | грунт    | Кен Розуолл | Вик Сейксас Тони Траберт  | 4-6, 2-6, 1-6           |
| 1954 | Чемпионат США       | трава    | Кен Розуолл | Вик Сейксас Тони Траберт  | 6-3, 4-6 6-8, 3-6       |
| 1955 | Чемпионат Австралии | трава    | Кен Розуолл | Вик Сейксас Тони Траберт  | 3-6, 2-6, 6-2, 6-3, 1-6 |
| 1956 | Чемпионат Франции   | грунт    | Эшли Купер  | Дон Кэнди Роберт Перри    | 5-7, 3-6, 3-6           |
| 1957 | Уимблдонский турнир | трава    | Нил Фрейзер | Бадж Патти Гарднер Маллой | 10-8, 4-6, 4-6, 4-6     |

### Финалы турниров в смешанном парном разряде: 2 (1-1)

#### Победы (1)
| Год  | Турнир            | Покрытие | Партнёр        | Соперники в Финале          | Счёт в финале |
| 1954 | Чемпионат Франции | грунт    | Морин Коннолли | Жаклин Паторни Рекс Хартвиг | 6-4, 6-3      |

#### Поражения (1)
| Год  | Турнир              | Покрытие | Партнёр       | Соперники в Финале                 | Счёт в финале |
| 1955 | Чемпионат Австралии | трава    | Дженни Стейли | Тельма Койн-Лонг Джордж Уортингтон | 2-6, 1-6      |